# 桃色ドロシー
桃色ドロシー（Momoiro Dorothy）は、日本の2人組ロックバンド。略称は「桃ドロ」。

## 概要
瀬谷西高校軽音楽部で結成した。バンド名の由来は、女性であることを一目でわかるよう色を入れたいということから、椎名林檎の桃色スパナより「桃色」をとった。
当時より暗い音楽を演奏していたことから、瀬谷西の魔女の響きが良く魔女感を出そうと「オズの魔法使い」から魔女の名前だと思い「ドロシー」をつけ「桃色ドロシー」とした。のちに大会の審査員より「ドロシー」は主人公の名前だと指摘をうけ間違いが発覚。軽音楽連盟の神奈川大会で史上初の3連覇を達成。部活動で組んだバンドだった為、卒業と同時に解散。2年後にキシベからハキイ。に連絡があり再結成。
日本テレビ系列「真相報道 バンキシャ!」にて、2023年度を最後に統合のため廃校になる母校の生徒をレコーディングに迎える様子や、最後の文化祭でのシークレットライブ、1年にわたる密着映像が放送されるなど現役在校生へ向けた活動も行った。

## メンバー
| 名前                | 備考 |
| ------------------- | --- |
| ハキイ。 （はきい） | - 担当：ボーカル・ギター - 血液型：A型 - 作詞・作曲を手がける。 - スクウェア・エニックスより発売されたゲーム 「新すばらしきこのせかい」挿入歌「サムデイ」「Storm」の歌唱を担当。 |
| キシベ （きしべ）   | - 担当：ドラムス・ボーカル - 血液型：A型 - グッズのデザインや、アニメーションMVを手がける。                                                                                      |

## 来歴
2009年
- 4月、軽音楽部が強い学校へ行きたいという思いから神奈川県立瀬谷西高等学校入学、同じクラスでハキイ。とキシベが出会う。
- そのまま一緒に軽音楽部に入部、前身バンドを結成。

2010年
- 6月9日、「桃色ドロシー」に改名。
- 11月28日、神奈川県高等学校総合文化祭軽音楽コンクールにてグランプリ(教育長賞)を受賞。受賞曲は「混沌なデステニー」[3]

2011年
- 8月5日、高等学校軽音楽コンテスト神奈川県大会にてグランプリを受賞。受賞曲は「襲音〜サイレン〜」[4]
- 11月18日、神奈川県高等学校総合文化祭軽音楽コンクールにてグランプリ(県知事賞)を受賞。受賞曲は「Xデー」[5]

2012年
- 3月、卒業と同時に解散。

2014年
- 3月、またバンドをやりたいとキシベがハキイ。を呼び出し説得。桃色ドロシー再結成。年末にかけ徐々にライブ活動を再開。

2015年
- 12月29日、爆裂FxAxDに出演。

2016年
- 5月31日、横浜B.Bstreetでの初の自主企画イベント当日にハキイ。が緊急入院。自己免疫性肝炎と診断される。のちに医師からこの日にライブをしていたら死んでいたと告げられる[6]。
- 9月、約3ヶ月の入院から無事退院。

2017年
- 4月17日、1st Single「桃泥のすゝめ」をリリース。初めてのツアーを行う。
- 7月28日、渋谷チェルシーホテルにて桃色ドロシー1st Single「桃泥のすゝめ」リリースツアーファイナルを敢行。カエルの癖 / CASPA / ZipOut / 残響Nostalgia が出演。
- 10月28日、2nd Sigle「茜さす」リリース。
- 12月、avex本社にて最新VR技術の発表企画に桃色ドロシーが起用され楽曲が使用される[7]。

2018年
- 5月17日、桃色ドロシーがライブハウスと共催するイベント「ADDICTION PARTY」のvol.1を渋谷サイクロンで開催。52hzの鯨 / X made alcoholic santaclaus / RiViNi / ACCELE LAND / NOCHE BLANCAが出演。
- 6月27日、1st Mini Album「能動ブリリアント」リリース。
- 7月27日、テレビ朝日の番組音楽チャンプにて路上歌唱する映像が放送。DREAMS COME TRUEの「やさしいキスをして」で99.822点を記録[8]。
- 9月2日、下北沢Daisy Barにて1st MINI ALBUM 「能動ブリリアント」 Tour FINALワンマンライブを完売させる。

2019年
- 1月28日、3rd Single「ツムギウタ」リリース。
- 4月19日、「ADDICTION PARTY」のvol.2を渋谷サイクロンで開催。HUMANDRIVE / ARDETH BAY / GOOD TIMES ROLL / HALORINGが出演。
- 6月1日、横浜開港祭に弾き語りでハキイ。が出演[9]。

2020年
- 1月30日、「ADDICTION PARTY」のvol.3を下北沢SHELTERで開催。CASPA / Femtocellが出演。来場者限定でデモCDを配布。
- 8月、映画「北の方へ/To The North」の挿入歌に『暁』が抜擢。
- 夏、自粛期間中に何かできないかと考え、桃色ドロシー / CASPA / ZipOut / チロルの女性4バンドによる合同プロジェクト「GIFTY」発足。
- 9月、初となる配信ライブをF.A.D YOKOHAMAとタッグを組み開催。

2021年
- 7月、PS4・Nintendo Switchのゲーム『新すばらしきこのせかい』の挿入歌に2曲「ハキイ。」がリードボーカルとして参加。
- 9月19日、TOKYO CALLING2021に初出演。
- 10月9日、MINAMI WHEEL 2021に初出演。
- 10月23日、桃色ドロシー presents 「はじまりのメロディ」〜ONLINE〜を開催。廃校になってしまう母校の学生がコーラス・映像で参加し配信。同日、PARADOX Inc.よりミニアルバム「リンカネーション」でデビュー[10]。

2022年
- 2月11日、廃校になる母校の生徒をコーラスに迎えDigital Single「Re:プロローグ」をリリース。
- 3月5日、リストグループ presents FMヨコハママラソン2022 SPECIAL LIVEにてアコースティックワンマンを行う。
- 3月12日、TENJIN ONTAQ 2022初出演。
- 3月19日、SANUKI ROCK COLOSSEUM 2022に初出演。
- 3月25日、「Re:プロローグ」Release Party〜青春は鳴り止まない〜ワンマンライブを下北沢SHELTERで開催。
- 4月22日、「ASH DA HERO presents “GACHINKO”」vs ROTTENGRAFFTYのOAとして渋谷Spotify O-EASTに出演。
- 5月、24都市に及ぶ初の全国ツアー、桃色ドロシー“リンカネーション”Tour 2022を開催。
- 6月4日、SAKAE SP-RING 2022に初出演。
- 8月24日、渋谷Spotify O-WESTにてツアーファイナルを開催。Rhythmic Toy World / HOWL BE QUIETとのスリーマンライブに、一般公募から選ばれたMelo'swamp(岸根高校)がOAとして出演。
- 9月17日、TOKYO CALLING2022に出演。
- 10月8日、MINAMI WHEEL 2022に出演。
- 10月9日、SUPER ROCK CITY HIROSHIMA 2022 DXに初出演。
- 10月16日、弁天周遊祭 =BENTEN CIRCUIT 2022=に初出演。
- 11月6日、周南Orbit 2022に初出演。日本テレビ系列「真相報道 バンキシャ!」にて廃校になる母校の生徒をレコーディングに迎える様子や最後の文化祭でのシークレットライブなど1年密着映像が放送。
- 11月、RED ORCAの東名阪ツアー「RED CONNECTION #3」全箇所のOAとしてOSAKA MUSE / 名古屋 ell.FITS ALL / 恵比寿LIQUID ROOMに出演。
- 12月2日、リアクション ザ ブッタ Tour 2022 横浜BAYSIS公演にMAGIC OF LiFEと共に出演。
- 12月、千葉LOOK と水戸LIGHT HOUSEで開催されるツーマンイベント「カントーロード」にアルコサイトと共に出演。
- 12月23日、Digital Single「好き嫌い」をリリース。

2023年
- 1月6日、横浜BuzzFrontのオープン記念イベントASPARAGUS / COUNTRY YARDツーマンライブのOAとして出演。
- 1月15日高松OLIVE HALL
- 1月16日松山W studio REDにて開催「SAY GO!! TOUR2023」にNorthern19 / Maki / WOMCADOLE / 古墳シスターズ / UCHUSENTAI:NOIZと共に出演。
- 3月11日、広島CAVE-BEにて鉄風東京 / the quiet roomとスリーマンを行う。
- 3月12日、TENJIN ONTAQ 2023に出演。
- 3月19日、SANUKI ROCK COLOSSEUM 2023に出演。
- 3月31日、札幌PENNY LANE24「年度末総決算GIG (令和4年度)」にSurvive Said The Prophet / TOTALFAT / ADAM atと共に出演。
- 4月28日、Digital Mini Album「アイオライト」をリリース。
- 5月、14都市に及ぶ全国ツアー、桃色ドロシー“アイオライト”Tour 2023を開催。
- 5月27日、COMIN'KOBE23に初出演。
- 6月30日、京都大作戦前夜祭「牛若ノ舞台 宵山2023」京都MUSEに初出演。
- 7月15日、JOIN ALIVE 2023に初出演。
- 7月28日、OGA NAMAHAGE ROCK FESTIVAL 前夜祭に初出演。
- 8月26日、活性の火'23に初出演。
- 8月30日、渋谷Spotify O-Crestにてツアーファイナルをワンマンライブを開催。
- 9月17日、テレビ大阪主催「YATAIフェス!2023」Supported by ビアボールに出演。
- 9月18日、TOKYO CALLING2023に出演。
- 10月7日、SUPER ROCK CITY HIROSHIMA 2023 DXに出演。
- 10月8日、MINAMI WHEEL 2023に出演。
- 10月15日、弁天周遊祭 =BENTEN CIRCUIT 2023=に出演。
- 10月27日、「ADDICTION PARTY」のvol.4を横浜BuzzFrontで開催。アルカラ / 感覚ピエロが出演[11]。
- 11月3日、愛媛県の野外フェス「STONE HAMMER 2023」に初出演。
- 11月24日、リアクション ザ ブッタ Tour 2023 A/Wの札幌PLANT公演に出演。
- 11月、北海道テレビのイベント「NO MATTER LIVE 外伝」のOAとして函館 club COCOA / 帯広 MEGA STONE / 旭川 CASINO DRIVE 3箇所をROTTENGRAFFTY / Dizzy Sunfistと共に出演。
- 12月28日、新神楽忘年会 愛と誠2023に出演。
- 12月29日、梅田TRADにて開催されたミュージックベンツ!-vol.4にGacharic Spin / WENDY / LEONAIRと共に出演。

2024年
- 3月3日、a crowd of rebellion pre. “咆光祭”2024に出演。
- 3月10日TENJIN ONTAQ 2024に出演。
- 3月、TENJIN ONTAQ 2024に出演するアーティストが九州を巡るイベントツアーFACE IT!!に出演。
- 3月20日、広島で初開催となるHERO's RUMBLEに出演。
- 3月23日、SANUKI ROCK COLOSSEUM 2024に出演。
- 5月、日本テレビ系列バズリズム02内の「密着フカボリズム」で1ヶ月の密着映像が放送される。
- 5月29日、1st Full Album「ユナカイト」をリリース[12]。
- 5月、30都市に及ぶ最大規模の全国ツアー、桃色ドロシー“アユナカイト”Tour 2024を開催。
- 6月、フリーマガジンeggman 6月号裏表紙に掲載。
- 7月5日、京都大作戦前夜祭「牛若ノ舞台 宵山2024」京都MUSEに出演。
- 7月、終活クラブ Major 1st EP「終活新布教盤」Release Tour 2024【全国終活化計画】岡山＆広島公演に出演。
- 8月、Rhythmic Toy World 全国ツアー2024「燦然行脚」金沢・新潟・富山の3公演に出演。
- 9月16日、TOKYO CALLING2024に出演。
- 10月13日、MINAMI WHEEL 2024に出演。
- 10月14日、SUPER ROCK CITY HIROSHIMA 2024 DXに出演。
- 10月18日、渋谷Spotify O-Crestにてツアーファイナルをワンマンライブを開催[13]。
- 10月27日、心臓爆発CIRCUIT2024に出演。
- 11月3日、RED in BLUEが発起人として開催されたフェス「FULL POWER FEST'24」の56組の公募から選ばれOAとして出演。
- 11月16日、Gakken「5分後に意外な結末」The Stageのテーマソングを担当することが決定[14]。

## ミュージックビデオ
| 監督                   | 曲名                                                |
| ---------------------- | --------------------------------------------------- |
| Koh Yamada             | 「リンカネーション」「ネバーランド」                |
| Yasuhiro“BASHO”Iwatani | 「声に乗せて」                                      |
| ハキイ。               | 「ライブハウス」                                    |
| キシベ                 | 「好き嫌い」「ずんちゃか」 「茜さす」「太陽と満月」 |

## タイアップ
| タイトル       | タイアップ先                                                                                              | |
| -------------- | --- | --- |
| 暁             | 2020年8月公開映画「北の方へ/To The North」挿入歌                                                          | |
| ネバーランド   | 2024年12月 Gakken「5分後に意外な結末」The Stageテーマソング ネバーランド(OPNING) / 月明かりを進め(ENDING) | 2024年12月 Gakken「5分後に意外な結末」The Stageテーマソング ネバーランド(OPNING) / 月明かりを進め(ENDING) |
| 月明かりを進め | 2024年12月 Gakken「5分後に意外な結末」The Stageテーマソング ネバーランド(OPNING) / 月明かりを進め(ENDING) | 2024年12月 Gakken「5分後に意外な結末」The Stageテーマソング ネバーランド(OPNING) / 月明かりを進め(ENDING) |